# Зандер, Алёна
Алёна За́ндер (до замужества Еле́на Никола́евна Се́тунская; род. 1961) — журналистка, искусствовед, приёмная дочь Анатолия Алексина, вторая жена режиссёра Карена Шахназарова, американская телеведущая, прототип героини фильма Шахназарова «Американская дочь». Бывшая жена голливудского продюсера Марка Зандера.

## Биография

### Детство
Елена Сетунская родилась 19 апреля 1961 года. Родители — журналист-международник, американист Николай Константинович Сетунский (в 1970—1990 гг. корреспондент ТАСС и ИТАР-ТАСС в США и Канаде) и Татьяна Евсеевна Фейнберг (1932—2014), внучка писателя Г. Г. Елчанинова. В 1965 году мать Елены развелась с её отцом Н. К. Сетунским, в 1968 году сочеталась повторным браком с Анатолием Алексиным.
С детских лет Елена воспитывалась в окружении писателей и журналистов, бывших частыми гостями в доме родителей. До десятого класса Елена училась в московской школе с углублённым изучением английского языка № 20, (ныне ГОУ ЦО № 1239). Перед десятым классом была переведена в школу рабочей молодёжи № 127.

### Учёба в МГУ
После окончания школы рабочей молодёжи в 1978 году Елена Сетунская поступила на факультет журналистики МГУ. В университете вместе с основной специальностью получила диплом переводчика с испанского языка. Успешно защитила диплом и окончила университет в 1983 году. Руководитель дипломной работы научный рецензент — Лев Эммануилович Разгон, второй рецензент — Евгения Таратута. К студенческой поре относится знакомство Елены Сетунской с будущей актрисой Алёной Яковлевой, оставившей впоследствии воспоминания о Елене.

### Два брака и отъезд в США
На втором курсе университета, в 1980 году, Елена вышла замуж за Сергея Колесниченко — сына журналиста-международника Томаса Колесниченко. Брак был непродолжительный. После окончания университета в 1983 году Елена сочеталась вторым браком с режиссёром Кареном Шахназаровым. В 1985 году у них родилась дочь Анна (Анисья). В этом же году Шахназаров снимал фильм «Зимний вечер в Гаграх». Елена подсказала историю с дочерью главного героя этой картины: в первом браке она не пригласила на свадьбу своего отца. В 1986 году Шахназаров приступил к съёмкам фильма «Курьер». Главная героиня Катя Кузнецова в исполнении Анастасии Немоляевой носила в фильме стильные вещи Елены Сетунской, поскольку в 1986 году с такими вещами были проблемы даже у московских кинематографистов.
В мае 1989 года Елена уехала с дочерью в США. По словам близких, Шахназаров (находившийся в это время на 42-м Каннском кинофестивале со своей картиной «Город Зеро») ничего не знал об этом отъезде.
Позже Шахназаров развёлся через суд и получил номинальное право на воспитание дочери, однако увидел её лишь спустя двадцать лет.

## Американская дочь
Под впечатлением событий о бегстве жены и похищенной дочери, режиссёр снял в 1994 году фильм по автобиографическому сюжету «Американская дочь», хотя сам режиссёр говорил, что не экранизирует свою жизнь. Фильм вышел на экраны в 1995 году. Картина не является точным воспроизведением семейного конфликта, но лишь отчасти автобиографична. Сам Шахназаров позднее говорил, что мотив для автобиографической истории был, хотя в момент съёмок этот мотив он для себя не формулировал. «Надо было выпустить наружу накопившееся внутри».

## Жизнь в эмиграции

### «Звёзды Америки»
В 1992 году Алёна Зандер появилась на РТР в качестве автора и ведущего телепередачи «Звёзды Америки». Получасовые программы транслировались по субботам до середины 1996 года (с небольшим перерывом незадолго до окончательного прекращения). Впоследствии круг героев телепередач расширился, в том числе за счёт российских актёров, и программа сменила название на «Звёзды мирового экрана». В рамках передачи ведущая проводила для зрителей киновикторину. Рейтинг передачи был достаточно высок, она освещалась в прессе.
По сведениям Анатолия Алексина, программы делали в Нью-Йорке и Голливуде, а затем отправлялись кассетами в Москву. После этого программы попадали в некоторые восточноевропейские страны и в Израиль. Их демонстрировали также в США. В этих программах показывались фрагменты из фильмов, давались интервью с мастерами кинематографа. Так или иначе, в них были задействованы такие мастера и их работы, как:
- Стивен Спилберг,
- Фрэнсис Коппола,
- Стенли Крамер,
- Барбара Страйзенд,
- Роберт Рэдфорд,
- Роберт Де Ниро,
- Сильвестр Сталлоне,
- Софи Лорен,
- Никита Михалков,
- Арнольд Шварценеггер,
- Людмила Гурченко,
- Элизабет Тэйлор,
- Катрин Денев,
- Генри Фонда,
- Жан-Клод Ван Дамм,
- Евгений Миронов;

ретроспективно показаны:
- Чарли Чаплин,
- Мэрилин Монро,
- Уолт Дисней[5].

К началу 1996 года выпуск передачи был приостановлен, а затем, после кратковременного возобновления, окончательно прекращён. В качестве причины называлась высокая стоимость передач (20 тысяч долларов за выпуск). В общей сложности программа шла более четырёх лет.

## Журналистика
После окончания университета в 1983 году Елена Сетунская получила работу обозревателя в журнале «Детская литература», членом редколлегии которого был её отчим. Помимо «Детской литературы», Елена также печаталась в других журналах («Смена» и прочие). Вплоть до отъезда в США она публиковалась под девичьей фамилией Сетунская. Впоследствии Елена указывала, что на её выбор журналистской профессии значительно повлияли её мать Татьяна и отчим Анатолий Алексины, а также с благодарностью отзывалась о своём научном руководителе Льве Разгоне.

## Личная жизнь и общественная деятельность
В США Елена Сетунская вышла замуж за голливудского продюсера Марка Зандера и стала Алёной Зандер. Некоторое время работала в рекламном бизнесе. С 2011 года живёт в Люксембурге. В 2012 году приняла участие в организации первого «Русского бала» в Люксембурге, все вырученные средства предназначались для благотворительных целей.

## Комментарии
1. ↑  По бабушке Елена Сетунская происходит из дворянского рода Елчаниновых.